# Orion maurus
Orion maurus là một loài bọ cánh cứng trong họ Cerambycidae.